# Rex Blom
Rex William Blom, född 19 juni 1990 i Oscars församling i Stockholm, är en svensk handbollsspelare. Han är främst känd som en  försvarsspecialist, och spelar i anfall som mittsexa.

## Karriär
Började karriären i HK Tyrold men fick 2008 debutera i elitserien med Hammarby som lån. Han spelade kvar i Tyrold till 2011 då IFK Tumba gick upp i allsvenskan och Blom gick till Tumba. Efter fyra år i klubben ville han lämna klubben för att få nya utmaningar. 2015 värvades han till Halden Topphåndball av Jonas Ville, som var tränare i IFK Skövde 2018 när Blom började spela för IFK Skövde i handbollsligan. I november 2018 bröt han båtbenet i handen och var borta från handbollen en tid.
Max har spelat 15 ungdomslandskamper för Sverige 2007/2008. I U18 EM 2008 var han med och vann EM-brons med laget.

## Privat
Blom är tillsammans och har ett barn med handbollsspelaren Melanie Felber som spelar i Skara HF.